# Chilo tamsi
Chilo tamsi là một loài bướm đêm trong họ Crambidae.